# Пьотър Павленко
Пьотър Андреевич Павленко (11 юли 1899 – 16 юни 1951) е съветски писател. Член на КПСС от 1920 г. Носител на Държавна награда на СССР през 1941, 1947, 1948 и 1950 г.

## Творчество
- „Барикади“ – роман – 1932 г.
- „На изток“ – роман – 1936 г.
- „Александър Невски“ – киносценарий – 1938 г. (съавтор)
- „Яков Свердлов“ – киносценарий – 1938 г. (съавтор)
- „Клетва“ – киносценарий – 1946 г.
- „Падането на Берлин“ – киносценарий – 1947 г.
- „Щастие“ – роман – 1947 г.
- „Степно слънце“ – повест – 1949 г.
- „Композиторът Глинка“ – киносценарий – 1952 г. (съавтор)